# Drino heinrichi
Drino heinrichi là một loài ruồi trong họ Tachinidae.